# Вилхелм I фон Зайн-Витгенщайн
Вилхелм I фон Сайн-Витгенщайн (на немски: Wilhelm I zu Sayn und Wittgenstein; * 24 август 1488; † 18 април 1570 във Витгенщайн) от рода Зайн-Витгенщайн е граф на Графство Витгенщайн.
Той е най-малкият син на граф Еберхард фон Зайн-Витгенщайн (1425 – 1494) и съпругата му Маргарета фон Родемахерн (1450 – 1500/1509), дъщеря на Герхард фон Родемахерн, господар на Родемахерн, Кроненберг и Нойербург († 1488) и съпругата му Маргарета фон Насау-Саарбрюкен († 1490).
Внук е на граф Георг I фон Зайн-Витгенщайн († 1472) и Елизабет фон Марк, дъщеря на граф Еберхард II фон Марк-Аренберг. Брат е на Еберхард († 1495), Георг († 1558), духовници в Кьолн, и на граф Йохан VII (1488 – 1551).

## Фамилия
Вилхелм I се жени 1522 г. за Йоханета фон Изенбург-Ноймаген (* 1500; † 8 август 1563), дъщеря на Салентин VII фон Изенбург-Ноймаген и съпругата му Елизабет Фогт фон Хунолщайн-Ноймаген (ок. 1475 – 1536), единствената дъщеря на Хайнрих фон Хунолщайн Фогт, господар на Хунолтщайн († 1486) и Елизабет фон Болхен († 1507). Те имат децата:
- Георг (1524/5 – 1588), каноник в Кьолн, Трир и др.
- Маргарета (1526 – 1527)
- Вилхелм II (1527 – 1558), регент от 1551 г.
- Бернхард (1530 – 1549 в Париж), каноник в Кьолн
- Филип Бернхард (1531 – 1532)
- Лудвиг I (1532 – 1605), от 1558 г. граф на Витгенщайн
- Юта (ок. 1563 – 1612), омъжена 1563 г. за барон Филип II фон Винебург-Байлщайн († 1600)

Той се жени втори път сл. 8 август 1563 за Елизабет Фогт фон Хунолщайн, дъщеря на Хайнрих Фогт фон Хунолщайн († сл. 1494), син на Фогт Йохан III фон Хунолщайн († 1516) и Агнес фон Пирмонт († 1490). Те нямат деца.